# 保加利亞觀光
旅遊業是保加利亞重要的產業之一。保加利亞地處東方和西方的十字路口，是許多文明交匯的地點，擁有豐富的旅遊景點和歷史文物。保加利亞也是世界著名的海濱和冬季度假勝地。2014年，有940萬人外國遊客進入保加利亞觀光，其中希臘、羅馬尼亞、土耳其和俄羅斯四國的遊客佔近50%，貢獻了希臘15%的GDP，15萬個工作崗位。保加利亞現在有九處世界遺產。